# Shigu, Guangdong
Shigu (kinesiska: 石鼓) är en köping i sydöstra Kina. Den ligger i Gaozhou i staden Maoming i provinsen Guangdong, omkring 300 kilometer sydväst om provinshuvudstaden Guangzhou. Antalet invånare är 95 183. Befolkningen består av 44 754 kvinnor och 50 429 män. Barn under 15 år utgör 24,0 %, vuxna 15-64 år 65 %, och äldre över 65 år 10,0 %.